# Cantonul Tours-Val-du-Cher
Cantonul Tours-Val-du-Cher este un canton din arondismentul Tours, departamentul Indre-et-Loire, regiunea Centru, Franța.